# John G. Blystone
John G. Blystone (2 de dezembro de 1892 – 6 de agosto de 1938) foi um diretor de cinema norte-americano. Nascido em Rice Lake, Wisconsin, ele dirigiu 100 filmes entre 1915 a 1938.
John G. Blystone faleceu em Los Angeles, Califórnia, vítima de um ataque cardíaco. Seu túmulo está localizado na Valhalla Memorial Park Cemetery.

## Filmografia selecionada
- Our Hospitality (1923)
- The Last Man on Earth (1924)
- Slaves of Beauty (1927)
- Sharp Shooters (1928)
- Captain Lash (1929)
- The Sky Hawk (1929)
- Tol'able David (1930)
- So This Is London (1930)
- Mr. Lemon of Orange (1931)
- Hot Pepper (1933)
- Change of Heart (1934)
- The County Chairman (1935)
- The Magnificent Brute (1936)
- Great Guy (1936)
- Swiss Miss (1938)
- Block-Heads (1938)